# نيكولا باسيني
نيكولا باسيني (بالإيطالية: Nicola Pasini) هو لاعب كرة قدم إيطالي في مركز الدفاع، ولد في 10 أبريل 1991 في شيافينا في إيطاليا. شارك مع منتخب إيطاليا تحت 17 سنة لكرة القدم ومنتخب إيطاليا تحت 20 سنة لكرة القدم. أما مع النوادي، فقد لعب مع نادي بيستويسي ونادي جنوى ونادي سبيزيا ونادي فينيزيا ونادي كاربي.

## وصلات خارجية
- نيكولا باسيني على موقع قاعدة بيانات كرة القدم.إي يو (الإنجليزية)
- نيكولا باسيني على موقع Soccerway.com (الإنجليزية)
- نيكولا باسيني على موقع عالم كرة القدم.نت (الإنجليزية)